# Bill Schindler
Bill Schindler (Middletown, New York, 6 maart 1909 – Allentown, Pennsylvania, 20 september 1952) was een Amerikaans autocoureur.
Schindler nam deel aan de Indianapolis 500 in 1950, 1951 en 1952, maar behaalde hierin geen punten voor het wereldkampioenschap Formule 1.